# Carl Brashear
Carl Maxie Brashear (Tonieville, 19 gennaio 1931 – Portsmouth, 25 luglio 2006) è stato un militare statunitense.
Fu il primo marinaio afroamericano ad ottenere l'abilitazione al servizio di palombaro, il primo palombaro a rientrare in servizio attivo a seguito di una amputazione (della gamba sinistra al disotto del ginocchio) ed il primo afroamericano a divenire, nel 1970, Primo capo palombaro della marina militare statunitense. Nel 2000 l'attore Cuba Gooding Jr. lo interpretò nel film a lui dedicato Men of Honor - L'onore degli uomini.

## Biografia

### Origini e formazione
Brashear nacque nel 1931 a Tonieville, nella contea di LaRue in Kentucky, figlio dei mezzadri McDonald e Gonzella Brashear
Frequentò la Sonora Grade School di Sonora nel Kentucky dal 1937 al 1946.

### L'ingresso nellaUS Navy
Brashear entrò a far parte del United States Navy il 25 febbraio 1948, poco dopo che la segregazione razziale fu abolita nella U.S. Navy. Frequentò la U.S. Navy Diving & Salvage School nel 1954, diventando il primo palombaro di colore della marina. Divenne in seguito anche il primo capo palombaro afroamericano e, in seguito ad un grave infortunio, il primo palombaro amputato a ottenere o riottenere l'abilitazione a palombaro della marina degli Stati Uniti.

### L'incidente di Palomares e l'amputazione della gamba
Nel gennaio 1966, anno passato alla storia della marina militare come l'anno dell'"incidente di Palomares", un ordigno nucleare B28RI a idrogeno venne perduto al largo delle coste spagnole dopo che il Boeing B-52 che la trasportava entrò in rotta di collisione con un Boeing KC-135 durante un rifornimento in volo. Brashear era di servizio sulla nave USS Hoist (ARS-40) quando ricevette l'ordine di iniziare le ricerche e il recupero della bomba per conto dell'Air Force. La testata venne trovata dopo quasi due mesi e mezzo di ricerche.
Il 23 marzo del 1966, durante le operazioni di recupero, mentre la pesante bomba veniva issata sulla nave tramite un argano, uno dei tiranti di acciaio estremamente teso cedette, scagliando un tubo di ferro contro Brashear. Il tubo tranciò parte della gamba del palombaro, poco sotto il ginocchio, quasi staccandogliela. Nonostante la possibilità di salvare la gamba pur senza riottenere le sue precedenti funzioni, Brashear convinse i suoi medici ad amputarla.
Brashear rimase al Naval Regional Medical Center in Portsmouth dal maggio del 1966 a marzo del 1967, riabilitandosi a seguito dell'amputazione. Poi, fino al marzo 1968, si preparò a tornare a servire la marina. Nell'aprile del 1968, dopo molti sforzi, diventò il primo uomo ad aver subito un'amputazione a diventare palombaro.

### Gli ultimi anni e la morte

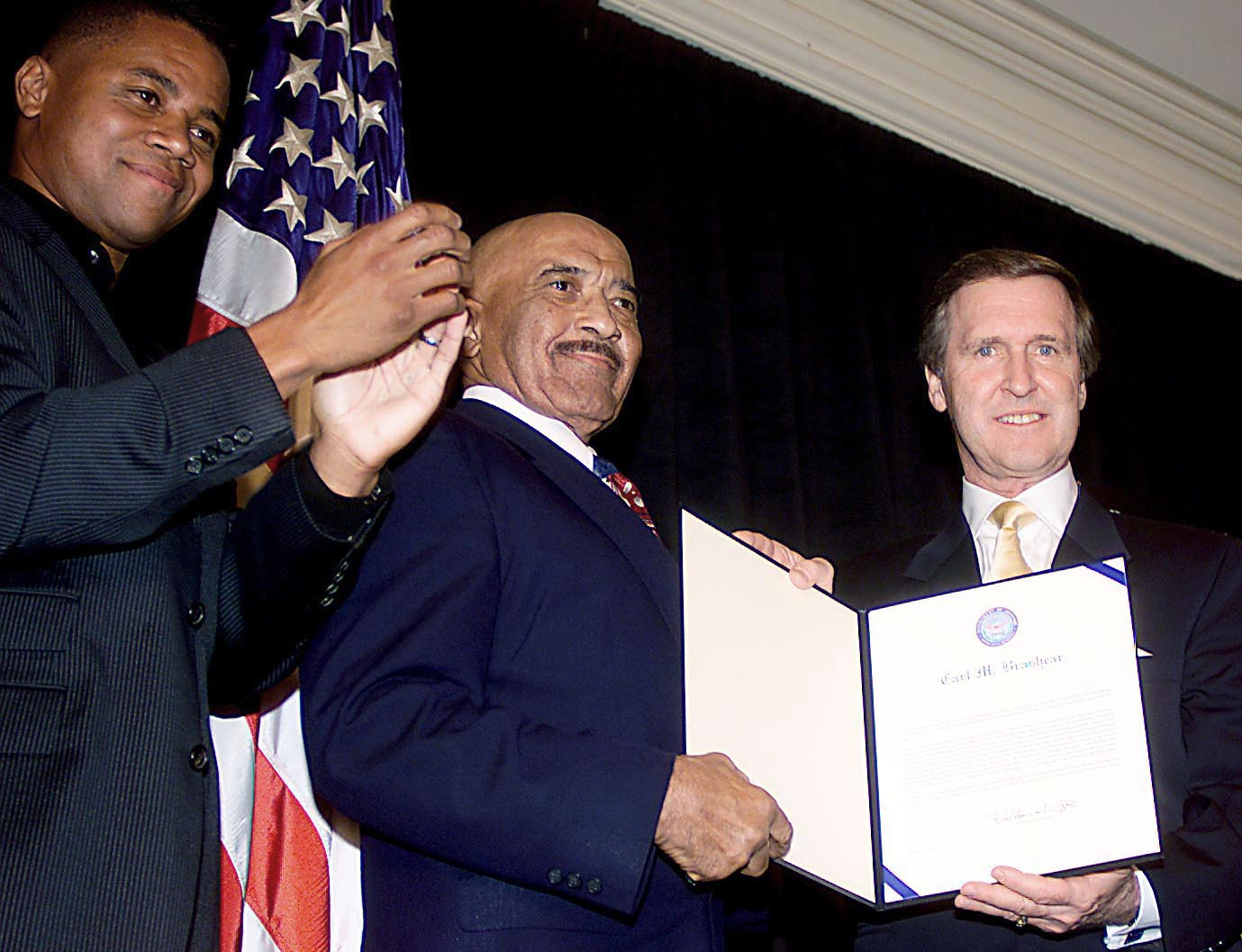
Brashear (al centro) riceve un Outstanding Public Service Award nell'ottobre 2000 dall'attore Cuba Gooding Jr. e dall'allora Segretario alla Difesa William Cohen per 42 anni di servizio. Gooding ha interpretato Brashear nel film del 2000 Men of Honor.

Terminò la sua carriera nella marina il 1º aprile 1979, lavorando come impiegato civile presso la Naval Station Norfolk fino al 1993. Morì di insufficienza cardiaca il 25 luglio del 2006.

## Medaglie e riconoscimenti
- Navy and Marine Corps Medal
- Navy and Marine Corps Commendation Medal
- Navy and Marine Corps Achievement Medal
- Navy and Marine Corps Presidential Unit Citation
- Navy Unit Commendation
- Navy Good Conduct Medal (con una stella di servizio d'argento e due di bronzo)
- China Service Medal
- Navy Occupation Service Medal
- National Defense Service Medal (Una stella di servizio di bronzo)
- Korean Service Medal (Due stelle di servizio di bronzo)
- Armed Forces Expeditionary Medal
- United Nations Service Medal
- Korean War Service Medal
- Secretary of Defense Medal for Outstanding Public Service